# Donnellia matutina
Donnellia matutina är en bladmossart som beskrevs av William Russell Buck 1993. Donnellia matutina ingår i släktet Donnellia och familjen Sematophyllaceae. Inga underarter finns listade i Catalogue of Life.